# ВСМ Пекин — Москва
ВСМ «Евразия» Пекин — Москва (или Москва — Пекин) — проект грузо-пассажирской высокоскоростной железнодорожной магистрали протяжённостью 7000 км, соединяющей столицы трёх стран — Пекин, Астану и Москву. Полное наименование — «Высокоскоростной грузопассажирский железнодорожный транспортный коридор „Евразия“».

## История
Проект анонсирован в январе 2015 года. Общая длина железной дороги составит 7 тысяч километров, из которых 3200 км от Пекина по территории Китая уже построено. В маршрут трассы планировалось включить проектируемую при участии Китая высокоскоростной железнодорожной участок Москва — Казань, которая затем должна была пройти через Урал и далее в Казахстан. Время в пути составит примерно 32 часа вместо 5 суток в настоящее время. Линия впервые будет рассчитана на обращение как пассажирских, так и грузовых контейнерных поездов. Примерная стоимость всей железнодорожной линии через Казань, Екатеринбург, Челябинск, Астану оценили в 242 млрд долларов США. Специально для линии предусматривался новый вокзал в Астане и новые или модернизированные вокзалы в городах России.
По оценке первого вице-президента ОАО «РЖД» Александра Мишарина, данной в 2015 году, проект мог быть реализован в течение 8—10 лет. В рамках евразийской ВСМ в 2016 году начато также проектирование ВСМ Екатеринбург — Челябинск, проект которой утверждён в 2018 году председателем Правительства РФ.
В марте 2020 проект высокоскоростной железнодорожной магистрали по маршруту Москва — Казань решением властей России отложен из-за высокой стоимости.

## Альтернативные маршруты
В то же время разрабатывались альтернативные маршруты.
Так, в 2013 году был разработан маршрут «Шелковый ветер» (позже стал называться «Транскаспийский транспортный маршрут»), связывающий Китай и Казахстан через Каспийское море c Азербайджаном, Грузией, а далее с Турцией и Европой. Маршрут был предложен Казахстаном и поддержан заинтересованными странами-членами СНГ, Китайской стороной и Евросоюзом. Трансазиатско-кавказский поезд позволяет сократить время в пути в пять раз по сравнению с традиционными морскими перевозками. Если для морских перевозок из Китая требуется 40–45 дней, то по новому железнодорожному маршруту грузы из Китая в Европу доставляются в течение 9-12 дней.
Также идут работы по реализации проекта строительства новой железнодорожной ветки «Китай—Кыргызстан—Узбекистан» (ККУЖД), который сократит путь между Европой и Азией.  

## Литературные образы
Известный писатель-фантаст Жюль Верн в 1893 году написал роман «Клодиус Бомбарнак. Записная книжка репортёра об открытии большой Трансазиатской магистрали (Из России в Пекин)», который описывает открытие трансазиатского железнодорожного сообщения между Москвой и Пекином.